# 41P/Tuttle-Giacobini-Kresak
41P/Tuttle-Giacobini-Kresák – kometa krótkookresowa z rodziny komet Jowisza. 

## Odkrycie
Kometę tę odkrył astronom Horace Parnell Tuttle 3 maja 1858 roku w Harvard College Observatory (Massachusetts). Ponownie odkryta przez Michela Giacobiniego i Ľubora Kresáka w 1907 oraz 1951. W nazwie znajdują się zatem nazwiska trzech odkrywców.

## Orbita komety i jej właściwości fizyczne
Orbita komety 41P/Tuttle-Giacobini-Kresák ma kształt elipsy o mimośrodzie 0,66. Jej peryhelium znajduje się w odległości 1,05 j.a., aphelium zaś 5,12 j.a. od Słońca. Jej okres obiegu wokół Słońca wynosi 5,42 roku, nachylenie do ekliptyki to wartość 9,23˚.
Kometa ma jądro o średnicy 1,4 km.